# Sinaphodius sinuatus
Sinaphodius sinuatus är en skalbaggsart som beskrevs av Edgar von Harold 1860. Sinaphodius sinuatus ingår i släktet Sinaphodius och familjen Aphodiidae. Inga underarter finns listade i Catalogue of Life.